# Alexandra Laignel-Lavastine
 (avril 2016).
Alexandra Laignel-Lavastine est une philosophe, historienne des idées, essayiste, journaliste et traductrice française, née à Paris le 17 octobre 1966.

## Biographie
Docteur en philosophie et historienne, Alexandra Laignel-Lavastine a fait ses études à l'université Paris Sorbonne-Paris IV puis au Centre de formation des journalistes (CFJ), avant de se consacrer à une carrière d'essayiste, d'universitaire et d'éditrice, collaborant aussi, depuis 1987, à de nombreux médias écrits et audiovisuels, dont Le Monde (près de 250 articles, portraits et chroniques de 1998 à 2009, accessibles via le site du quotidien), Libération, Le Monde des débats, Philosophie Magazine, etc.
Spécialiste du totalitarisme et l'histoire intellectuelle et politique des pays de l'ex-Europe de l'Est au XXe siècle, considérée par Jorge Semprún comme « une remarquable analyste des traditions culturelles de l'autre Europe » [source insuffisante], Alexandra Laignel-Lavastine est aussi une historienne de la Shoah.
Engagée dès le milieu des années 1980 dans le soutien aux dissidents d'Europe de l'Est, elle fait ses débuts à vingt ans à la revue La Nouvelle Alternative, vouée à la défense des droits et des libertés démocratiques en Europe de l'Est, que dirige alors l'historien Karel Bartošek. C'est aussi au cours de cette période qu'elle réalise ses premiers grands reportages en Roumanie et en Tchécoslovaquie et qu'elle lance avec d'autres l'Opération Villages roumains, une initiative indépendante visant à faire adopter, par des communes de l'Ouest, des villages roumains menacés de destruction par Nicolae Ceaușescu. Après la chute du mur de Berlin, elle couvre la révolution de Velours à Prague pour la Télévision belge puis s'installe un an à Bucarest comme correspondante de presse. Elle travaille ensuite, avec Anne Nivat, comme chargée de mission au sein de la Fondation Est Liberté, une ONG créée en 1992 par Yves Michalon pour soutenir le processus de transition démocratique dans les pays post-communistes, notamment dans les Balkans, où elle effectue plusieurs missions pendant la guerre en ex-Yougoslavie.
Au cours de la seconde moitié des années 1990, elle est directrice de recherches à l'Institut de relations internationales et stratégiques (IRIS, Paris) et rédactrice en chef de la revue publiée par le même institut. Elle est également chargée de conférences à l’École des hautes études en sciences sociales (EHESS), où elle anime l'un des premiers séminaires en France consacré à la question de la réécriture de l'histoire et à la gestion du passé dans les pays d'Europe centrale et orientale. Dans les années 2000, elle se voit par ailleurs invitée par plusieurs universités et centres de recherche à l'étranger, dont l'université de New York (NYU) en 2004 ou le Centre de recherche français de Jérusalem (CRFJ-CNRS) en 2010. En 2008, elle crée à la Sorbonne, avec l'historien Édouard Husson, un double séminaire (master I et II) consacré à l'histoire de la Shoah à l'Est de l'Europe, tout en faisant de fréquentes tournées de conférences en France et à l'étranger. Outre ses chroniques régulières au Monde des livres, elle collabore par ailleurs au magazine Nouvelle Europe sur Radio France internationale (RFI).

## Ouvrages
De ce parcours sont nés plusieurs ouvrages, tous traduits dans plusieurs langues, dont certains ont en commun d'instruire une question politique au travers de biographies intellectuelles. Trois d'entre eux explorent ce que l'on pourrait appeler la "part obscure" de l'histoire est-européenne. Tel est le cas de son livre sur le philosophe roumain Constantin Noïca (1909-1987), Nationalisme et philosophie (1998), en fait sa thèse de doctorat, qui pointe les continuités entre l'idéologie ultra-nationaliste et antisémite des années 1930 et la période national-communiste, mais aussi de son ouvrage pionnier[réf. nécessaire], Cioran, Eliade, Ionesco : L'Oubli du fascisme (2002), ou encore de son édition critique et de sa traduction, en 2009, d'un monument littéraire oublié, Cartea Neagra : le Livre noir sur la destruction des Juifs de Roumanie (1940-1944) de Matatias Carp, initialement publié à Bucarest entre 1946 et 1948, un « chef-d'œuvre » selon l'historien Raoul Hilberg[réf. nécessaire].
En contrepoint, elle s'est attachée à faire ressortir la part lumineuse de l'héritage que nous ont légué quelques grands penseurs universalistes et humanistes de l'autre Europe puisque c'est paradoxalement à Prague, Budapest ou Varsovie que l'effort d'élucidation quant à savoir ce qu'être Européen veut dire a été mené le plus loin tout au long du siècle écoulé.[réf. nécessaire] Parmi ces héros de notre temps, se détache la figure du philosophe et dissident tchèque Jan Patočka (1907-1977), qui fut l'élève d'Edmund Husserl et le maître à penser de Václav Havel, auquel elle consacre un ouvrage dès 1998: Jan Patočka : l'esprit de la dissidence. Elle publie ensuite Esprits d'Europe : autour de Czesław Miłosz, Jan Patočka et István Bibó (2005), couronné par le Prix européen de l'essai Charles-Veillon. Un livre dans lequel l'historien et ancien ministre des Affaires étrangères polonais Bronislaw Geremek voyait «un hommage à la pensée rebelle et confiante de l'autre Europe»[réf. nécessaire]. Elle a publié en mai 2015 un essai aux éditions Grasset, La Pensée égarée. islamisme, populisme, antisémitisme. Essai sur les penchants suicidaires de l'Europe (220 pages). Le journaliste Benoît Rayski y voit « un plaidoyer de combat pour l'avenir bien plus qu'une lamentation : Alexandra Lavastine ne se contente pas de dénoncer le politiquement correct : elle explique de façon détaillée de quoi il s'agit. D'une soumission au sens houellebecquien du terme à une pensée dominante amoureusement séduite par l'islam (la religion des "damnés de la terre"). D'une abdication totale de tout sens critique. D'un déni effrayant de la réalité », écrit-il dans Causeur.
Des années 1980 aux années 2000, Alexandra Laignel-Lavastine a par ailleurs publié de nombreux articles dans diverses revues, dont Le Débat et Les Temps modernes, et contribué à une vingtaine d'ouvrages collectifs.
Outre ses activités d'écrivain, d'essayiste et de conférencière, elle est également directrice d'ouvrage aux éditions Grasset et a siégé de 2010 à 2012 au Conseil d'analyse de la société (CAS, services du Premier ministre), présidé par le philosophe et ancien ministre de l’Éducation nationale Luc Ferry, avec qui elle a publié un livre de conversations, Luc Ferry, L'Anticonformiste : une biographie intellectuelle (2011).
Elle vit aujourd'hui entre Paris et Jérusalem.

## Honneurs et distinctions
En 2005, elle a été distinguée par le Prix européen de l'essai Charles-Veillon pour Esprits d'Europe : autour de Czesław Miłosz, Jan Patočka, István Bibó. Essai sur les intellectuels d'Europe centrale au XXe siècle.
Elle a reçu le Prix de la LICRA 2015 pour La Pensée égarée. islamisme, populisme, antisémitisme. Essai sur les penchants suicidaires de l'Europe (Grasset).

## Publications
Essais et ouvrages scientifiques
- Jan Patočka. L'esprit de la dissidence, Paris, Michalon, « Le bien commun », 1998  (ISBN 2-84186-070-1)
- Constantin Noïca : nationalisme et philosophie, ou le paradoxe roumain, Bucarest, Humanitas, 1998 pour l'édition roumaine (trad. E. Marcu), 390 pages (version publiée de la thèse de doctorat).
- Cioran, Eliade, Ionesco. L'oubli du fascisme : trois intellectuels roumains dans la tourmente du siècle, Paris, PUF, « Perspectives critiques », 2002, 550 pages  (ISBN 2-13-051783-8)[4]
- Esprits d'Europe. Autour de Czesław Miłosz, Jan Patočka, István Bibó, Paris, Calmann-Lévy, 2005, 353 pages  (ISBN 2-7021-3464-5); Folio Gallimard 2010 pour l'édition de poche.  (ISBN 978-2-07-043589-0)
- Cartea Neagra : Le livre noir de la destruction des Juifs de Roumanie (1941-1944), de Matatias Carp ; Alexandra Laignel-Lavastine pour la traduction, la présentation et l’édition critique, Paris, Denoël, 2009, collection « Médiations », 706 pages.  (ISBN 2-207-26059-3)[5]
- Luc Ferry, l’anticonformiste. Une biographie intellectuelle, entretiens avec Alexandra Laignel-Lavastine, Paris, Denoël, 2011, 387 pages[6].  (ISBN 978-2-20726161-3)
- La Pensée égarée. Islamisme, populisme, antisémitisme. Essai sur les penchants suicidaires de l'Europe, Grasset, 2015, 220 pages[7].
- Pour quoi serions-nous encore prêts à mourir ?, éditions du Cerf, 2017[8].
- La Déraison sanitaire. Le Covid-19 et le culte de la vie par-dessus tout, éditions du Bord de l'Eau, 2020.
- André Zirnheld, le chant d'un partisan, éditions du Cerf, mars 2025[9].

Direction d’ouvrages (sélection)
- L’horreur oubliée : la Shoah à la roumaine, numéro spécial de la Revue d’histoire de la Shoah, no 194, Mémorial de la Shoah, janvier-juin 2011 (en collaboration avec Florence Heymann).
- La Révolution du livre numérique (avec les contributions de Marc Tessier, Bruno Racine, Jean-Noël Jeanneney, Teresa Cremisi, Bernard Fixot et François Samuelson), Paris, Odile Jacob, 2011, collection « Penser la société ».
- Le Pouvoir de la langue et la Liberté de l’esprit. Essai sur la résistance au langage totalitaire (Orwell, Klemperer, Sternberger, Wat), recueil d’essais de Jacques Dewitte, Paris, Michalon, 2007, 262 pages.
- Qu’est-ce qu’être Juif ? Cinquante sages répondent à Ben Gourion (1958, document inédit), présenté par Eliezer Ben-Rafaël, Paris, Balland, 2001.
- Raison et Conviction : l’Engagement (avec les contributions de Michelle Perrot, Serge Moscovici, Nicole Notat, Pierre Pachet), Paris, Textuel, 1998 (en collaboration avec Michel Wieviorka).

Articles : revues et ouvrages collectifs (sélection)
- Muslime in Frankreich: "Das ist ein Komplott, gegen uns und den Islam." Die Welt, 22 nov 2015 En ligne, aussi En ligne sur N24 (en allemand)
- « Is Democratic Europe on a Path toward Suicide ? », Israel Journal of Foreign Affairs, WJC, Jerusalem, Septembre 2014, vol. 8, n° 3, p. 49-62 (en anglais)
- « Europe ili kako se oduprijeti imperijalizmu svakodnevice », Europski Glasnik, n° 18, 2014, Zagreb, p. 157-192.
- « Samoubilacke sklonosti demokratske Europe », Europski Glasnik, n° 19, 2015, Zagreb,p. 7-16.
- « La place de la Shoah dans l’œuvre du prix Nobel de littérature Czesław Miłosz », dans Jean-Charles Szurek et Annette Wieviorka (sous la dir. de), Les Juifs et la Pologne (1939-2004), Paris, Albin Michel, 2009, p. 273-290.
- « À l’Est, du nouveau ? », dans Le Théâtre des Idées : 50 penseurs pour comprendre le XXIe siècle, Paris, Flammarion, 2008, p. 56-69.
- « Les leçons du XXe siècle ou l’héritage oublié de la pensée centre-européenne », dans Nicolas Weill (sous la dir. de), Existe-t-il une Europe philosophique ?, Presses universitaires de Rennes, octobre 2005, p. 75-86.
- « La dissidence peut-elle encore nous aider à penser l’Europe ? », dans Patrick Savidan (sous la dir. de), La République ou l'Europe ?, Paris, Grasset, 2004, p. 251-281.
- « Des intellectuels contre la mémoire : remarques sur les ressorts d'une exaspération française », dans Thomas Ferenczi (sous la dir. de), Devoir de mémoire, droit à l'oubli ?, Éditions Complexe, Bruxelles, 2002, p. 33-38.
- « Le National-communisme », dans Daniel Cefaï (sous la dir. de), Cultures politiques, Paris, collection « la politique éclatée », PUF, 2001, p. 341-364.
- « Fascisme et communisme en Roumanie : enjeux et usages d'une comparaison », dans Henry Rousso (sous la dir. de), Stalinisme et nazisme : Histoire et Mémoires comparées, Éditions Complexe, Bruxelles, 1999, p. 201-245.
- « La double dissidence de Jan Patočka : entre pratique politique et européanité critique », dans A. Bachoud, M. Trebitch, J. Cuesta (sous la dir. de), Les Intellectuels et l'Europe, de 1945 à nos jours, Paris, Publications universitaires Denis Diderot, 2000, p. 137-153.
- « Le XXe siècle roumain ou la modernité problématique », dans Chantal Delsol et Michel Maslowski (sous la dir. de), Histoire des idées politiques de l'Europe centrale, Paris, PUF, 1998, p. 563-587. [Prix de l’Académie des sciences morales et politiques].
- « L'Europe centrale et orientale : l’année 1998 », dans Pascal Boniface (sous la dir. de), L'Année stratégique, Bruxelles, Éditions Complexe, 1998, p. 41-66.
- « La Roumanie prise au piège de ses représentations historiques », dans Noëlle Burgi (sous la direction de), Fractures de l’État-nation, Paris, Éditions Kimé, collection « Perspectives politiques », 1994, p. 27-43.
- « L’Allemagne vue de Roumanie : les complexes ancestraux ? », dans Michel Korinman (sous la dir. de), L’Allemagne vue d’ailleurs, Paris, Balland, 1992, p. 241-255.
- « Esquisse d’un état des lieux du paysage mémoriel en France, des années 90 aux années 2000 », La Célibataire (revue de psychanalyse dirigée par Charles Melman), no 20, été 2010, p. 89-105.
- « Le Pogrom de Iași de juin 1941 : un témoignage » (entretien avec Isac Chiva), Les Temps Modernes, avril 2003, p. 7-20.
- « Les avatars du post-communisme » (dossier), Les Temps modernes, mars-avril-mai 2001, p. 158-212 (en coll. avec M. D. Gheorghiu et L. Kandel).
- « L’Autre Europe et “nous“, des années 1980 aux années 1990 », Le Débat, no 107, novembre-décembre 1999, p. 118-136.
- « L’Allemagne de Schröder : une nation en quête de normalité ? » (dossier), La Revue internationale et stratégique, PUF, no 33, printemps 1999, p. 44-73.
- « Kosovo, retour sur un conflit », entretien avec Jean-Louis Dufour et Jacques Rupnik, La Revue internationale et stratégique, no 33, printemps 1999, p. 22-37.
- « Réflexions autour du dixième anniversaire de la chute du communisme », entretien avec François Fejtö, La Revue internationale et stratégique, PUF, no 35, automne 1999, p. 18-24.
- « Morale et relations internationales », entretien avec Pascal Boniface et Antoine Garapon, La Revue internationale et stratégique, PUF, no 35, 1999, p. 25-33.
- « Le jeune Cioran : De l'inconvénient d’avoir été fasciste », Le Débat, no 93, janvier-février 1997, p. 102-120.
- « Jan Patočka et la nation citoyenne », Revue de philosophie politique, no 8, Presses universitaires de France, 1997, p. 223-240.
- « Quelle issue à la dialectique négative du mondial et du local ? », L’Art du comprendre (revue d’anthropologie philosophique), no 5-6, décembre 1996, p. 98-116.
- « Les élections législatives de décembre 1993 en Serbie », La Nouvelle Alternative, no 33, Paris, mars 1994, p. 50-52.
- « Lieux et domaines de la recherche sur l’histoire du temps présent », Les Cahiers de l’Institut d’Histoire du Temps Présent (IHTP / CNRS), no 54, décembre 1993, p. 42-54.
- « Roumanie : l’introuvable société civile », La Nouvelle Alternative, no 28, décembre 1992, p. 46-50.
- « Le poids du nationalisme dans la transition roumaine », L’Autre Europe, 1992, no 24-25, p. 110-132.
- « Roumanie : le heurt des légitimités autoproclamées » (dossier), La Nouvelle Alternative, no 17, mars 1990, p. 30-40.
- « Le plan de systématisation du territoire et des localités en Roumanie » (dossier), La Nouvelle Alternative, no 14, juin 1989, p. 30-40.
- « La Roumanie sous Conducator » (dossier), La Nouvelle Alternative, no 7, hiver 1987.

Principales traduction (du roumain et de l’anglais)
- Cartea Neagra : le livre noir de la destruction des Juifs de Roumanie (1940-1944), Paris, Denoël, 2009.
- Les Pirates juifs des Caraïbes, de Edward Kritzler, 2012 chez André Versaille Éditeur.
- « Journal du ghetto de Djurin, Transnistrie : 1941-1943 », de Myriam Korber, dans l’anthologie L’Enfant et le Génocide. Témoignages sur l’enfance pendant la Shoah (dir. Catherine Coquio et Aurélia Kalisky), Paris, Robert Laffont, coll. « Bouquins », 2007.
- De la limite. Petit traité à l’usage des orgueilleux, du philosophe Gabriel Liiceanu, Paris, Michalon, 1997.
- Itinéraires d’une vie : E. M. Cioran, de G. Liiceanu, Paris, Michalon, 1995.